# Rivallino Sleur
Rivallino Sleur (Krimpen aan de Lek, 17 maart 1976) is een voormalige Nederlandse voetballer die voorkeur speelde als verdediger.

## Carrière
Sleur speelde bij AZ, Telstar, FC Kärnten, AFC, JOS Watergraafsmeer, Ajax (amateurs), FC Lisse, Ter Leede, Quick Boys, Alphense Boys en AVV Zeeburgia.
Sleur speelde twee seizoenen op het tweede niveau in Oostenrijk bij Austria/VSV dat hernoemd werd in FC Kärnten maar daarna speelde hij alleen maar in het amateurvoetbal. In 2013 beëindigt hij zijn voetbalcarrière bij AVV Zeeburgia.